# Hoplistoscelis dentipes
Hoplistoscelis dentipes är en insektsart som först beskrevs av Harris 1928.  Hoplistoscelis dentipes ingår i släktet Hoplistoscelis och familjen fältrovskinnbaggar. Inga underarter finns listade i Catalogue of Life.